# عدبس
عدبس قرية سورية تتبع ناحية مركز حماة في منطقة مركز حماة في محافظة حماة. بلغ عدد سكانها 933 نسمة في عام 2004 حسب إحصاء المكتب المركزي للإحصاء، جلّهم من العلويين.
تقع عدبس في ريف حماة الغربي على الطريق الرئيسي الواصل بين حماة ومصياف.

## التاريخ
خلال الثورة السورية، مثَّلت عدبس، كغيرها من القرى العلوية في منطقة مصياف بريف حماة الغربي، أحد أبرز الخزانات البشرية التي اعتمد عليها نظام بشار الأسد لضمان استمرارية بقاؤه على سدة الحكم.
اعتبارًا من 15 نيسان (أبريل) 2014، عملت قوات نظام الأسد على تعزيز حاجز تجمع قرية عدبس بمدفع فوذيكا، وكان هذا التجمع قد وضع عند مركز البحوث الزراعية ما بين قرية تيزين الثائرة ضد النظام وقرية عدبس الموالية.
في 13 حزيران (يونيو) عام 2023، وقع حادث مروري على الطريق السريع حماة-مصياف قرب القرية ما أسفر عن مقتل 5 أشخاص وإصابة 15 آخرين. ذكرت وزارة داخلية نظام الأسد أن الحادث ناجمٌ عن اصطدام مركبة لنقل الركاب مع حافلة موظفين عائدة لمؤسسة مياه حماة.

## الاقتصاد
تنتشر زراعة عدد من المحاصيل الزراعية مثل التبغ والبطيخ.

## وصلات خارجية
- الوحدات الإدارية في محافظة حماة